# Жарнувка (Журомінський повіт)
Жарнувка (пол. Żarnówka) — село в Польщі, у гміні Любовідз Журомінського повіту Мазовецького воєводства.
Населення — 68 осіб (2011).
У 1975-1998 роках село належало до Цехановського воєводства.

## Демографія
Демографічна структура станом на 31 березня 2011 року:
|          | Загалом | Допрацездатний вік | Працездатний вік | Постпрацездатний вік |
| -------- | ------- | ------------------ | ---------------- | -------------------- |
| Чоловіки | 31      | 4                  | 22               | 5                    |
| Жінки    | 37      | 5                  | 21               | 11                   |
| Разом    | 68      | 9                  | 43               | 16                   |